# Quittengo
Quittengo är en ort och frazione i kommunen Campiglia Cervo i provinsen Biella i regionen Piemonte i Italien. 
Quittengo upphörde som kommun den 1 januari 2016 och bildade med den tidigare kommunen San Paolo Cervo den nya kommunen Campiglia Cervo. Den tidigare kommunen hade 208 invånare (2015).